# Keertunnel

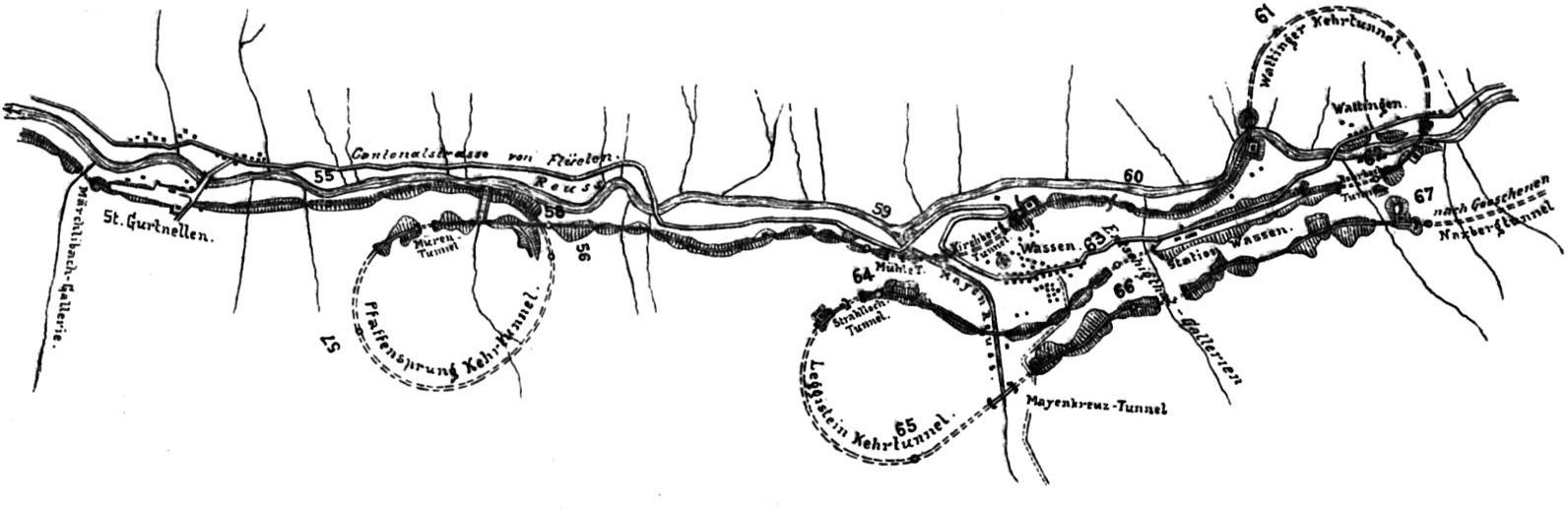
Pfaffensprung keertunnel te Wassen

Een keertunnel is een tunnel in een berg waarbij de op een berghelling liggende spoorlijn geheel in het rond gaat om zo in de oorspronkelijke richting maar op een andere hoogte verder te gaan (360 graden). Deze oplossing wordt vooral toegepast bij bergspoorwegen, bijvoorbeeld de Albulabahn bij de Rhätische Bahn, om verschil in hoogte te overwinnen op een relatief klein gebied. In de Citytunnel van Stuttgart bevindt zich de Schwabstraßekeerlus voor treinen van en naar de oostelijke plaatsen van Stuttgart.
Het principe valt te vergelijken met een haarspeldbocht bij weginfrastructuur.